# Yachting Association of Sri Lanka

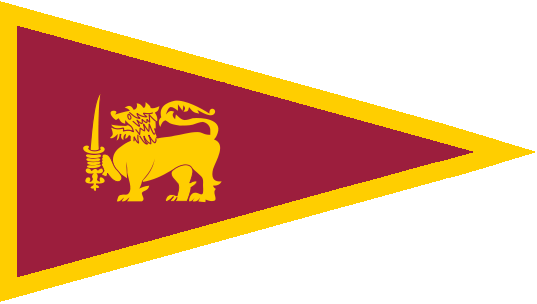
Bandera de la Yachting Association of Sri Lanka.

La Yachting Association of Sri Lanka (YASL) és un club nàutic de la ciutat de Colombo, Sri Lanka.
Aquest club ha vist la seva activitat molt minuada en els darrers 25 anys a causa de la guerra civil que pateix l'illa. Tot i així la YASL organitza regularment regates com la Janashanthi Sailing Nationals. Al Juliol de l'any 2004 la YASL va resuccitar la Tri-nation Regatta, en la que prenen part iots de l'Índia i el Pakistan conjuntament amb els iots locals.
La YASL té una escola de vela i una flota d'Optimist.